# Satres
Els satres (grec antic: Σάτραι, llatí: Satrae) foren un poble traci que vivia a una part del Pangèon, el rius Nestos i el riu Estrímon. Eren veïns dels sapeus i dels bessos, dels quals pot ser que fossin una tribu.
Heròdot diu que era un poble traci que sempre s'havia mantingut independent i mai havia estat sotmès, cosa que s'explica perquè vivien en una regió molt muntanyosa coberta de boscos i de neu, i per la seva gran valentia. Tenien la part més important de les mines d'or i de plata del Pangèon, i a partir del segle vii aC hagueren de competir amb els grecs de Tasos que s'havien establert a la Perea Tàsica.
Segons Heròdot, tenien un oracle de Dionís situat entre els cims de les seves muntanyes. Es deia que la casta sacerdotal que interpretava l'oracle pertanyia a la tribu dels bessos; per això, altres autors pensen que els satres eren la noblesa guerrera de la tribu dels bessos. Segons Plini el Vell tenien molts de clans diferents.
Segons Jane Ellen Harrison, probablement donaren nom als sàtirs, els companys de Dionís en les seves bacanals, i potser també el nom de centaures, atès que Hecateu esmenta una tribu tràcia amb el nom satrocents, que serien els satres i el seu nom podia haver derivat en sàtirs i centaures.